# Adriana Martín
Adriana Martín Santamaría (La Puebla de Valverde, España, 7 de noviembre de 1986) es una futbolista profesional española. Juega en la RCD Espanyol Femenino de la Segunda División Femenina.

## Biografía
Nació en La Puebla de Valverde, en la provincia de Teruel, pero a los cuatro años se trasladó con su familia a la localidad barcelonesa de Vilasar de Mar, empezando a jugar al fútbol con chicos en el equipo local, la UE Vilassar de Mar. A los trece años ingresó en las categorías inferiores del FC Barcelona.

### Trayectoria deportiva
Jugó cuatro temporadas seguidas en el RCD Espanyol (2005-2009), donde conquistó la Copa de la Reina en 2009, el club perico venció por 1-5 al Prainsa de Zaragoza, que jugaba como local en el estadio de La Romareda. En aquella final, marcó cuatro goles. En la primavera de 2012, se marchó al Western New York Flash de Estados Unidos.
Con el equipo norteamericano ganó la Women's Premier Soccer League (WPSL) al imponerse en la final del torneo al Chicago Red Stars por 4-2 en la tanda de penaltis, tras haber acabado el choque en empate a uno. Adriana, además, acabó como la máxima goleadora, 15 tantos en 11 partidos, y acabó siendo elegida la mejor jugadora del torneo.
Tras su paso por los Estados Unidos, fichó por el Chelsea de la FA Women's Super League (WSL). En el conjunto inglés, jugó con el dorsal número 21, en homenaje al jugador perico trágicamente fallecido Dani Jarque.
En octubre de ese mismo año, acabó su experiencia en Inglaterra y volvió a España, al Club Atlético de Madrid Femenino.
En febrero de 2013, anunció que volvería a jugar en el New York Flash, pero en esta ocasión en la nueva Liga profesional estadounidense, la NWSL. Compartiría vestuario con la vigente Balón de Oro femenina, Abby Wambach.
En el verano de 2014 fichó por el Levante UD.
En el verano de 2017 fichó por el Málaga CF Femenino en donde consiguió un ascenso a la Liga Iberdrola en la temporada 2017/2018 y en la temporada 2018/2019 desciende a la Primera División B a causa de la diferencia de goles ganado por el Sporting de Huelva en el que ambos obtienen los mismos puntos.
En el verano de 2020 ficha por la SS Lazio de la Serie B italiana, convirtiéndose en la primera española en jugar en dicha categoría. Fue la pichichi del equipo y consiguió el ascenso a la  Serie A donde jugará la temporada 2021-2022.
En diciembre de 2021 ficha por el RCD Espanyol Femenino, volviendo así de nuevo al club de sus amores.

## Distinciones individuales
El 8 de marzo de 2013, fue elegida la mejor deportista del año de Teruel.

## Clubes
| Club                   | País           | Año       |
| ---------------------- | -------------- | --------- |
| FC Barcelona           | España         | 2002-2003 |
| CE Sabadell            | España         | 2003-2004 |
| FC Barcelona           | España         | 2004-2005 |
| RCD Espanyol           | España         | 2005-2009 |
| Rayo Vallecano         | España         | 2009-2011 |
| CF Pozuelo de Alarcón  | España         | 2011      |
| Sky Blue FC            | Estados Unidos | 2011      |
| Atlético de Madrid     | España         | 2011-2012 |
| Chelsea FC             | Inglaterra     | 2012      |
| Western New York Flash | Estados Unidos | 2012      |
| Atlético de Madrid     | España         | 2012-2013 |
| Western New York Flash | Estados Unidos | 2013      |
| Levante UD             | España         | 2014-2017 |
| Málaga CF              | España         | 2017-2020 |
| SS Lazio               | Italia         | 2020-2021 |
| RCD Espanyol           | España         | 2021 -    |